# Nguyễn Văn Bổng (nhà văn)
Nguyễn Văn Bổng (1 tháng 1 năm 1921 - 6 tháng 9 năm 2001) là một nhà văn người Việt Nam. Ngoài tên thật, ông còn viết với bút danh Trần Hiếu Minh. Ông đã đoạt nhiều giải thưởng văn học, tiêu biểu là Giải thưởng Hồ Chí Minh.

## Tiểu sử
Nguyễn Văn Bổng sinh ngày 1 tháng 1 năm 1921. Ông quê ở làng Bình Cư, xã Đại Quang, huyện Đại Lộc, tỉnh Quảng Nam.
Lúc nhỏ, ông học tiểu học trong tỉnh, rồi ra Huế học cao đẳng tiểu học và tú tài. Đỗ tú tài toán ông dạy trường tư Thuận Hóa (Huế). Tại đây, ông bắt đầu viết văn, đăng trên các báo ở Sài Gòn, Hà Nội. Một số sáng tác (truyện ngắn) trong giai đoạn này có tính cách "thử bút": Say nửa chừng (1943); Dưới đáy sông Hương (1944); Làm lại cuộc đời (1944), phản ánh tâm trạng băn khoăn, bế tắc của một lớp thanh niên trí thức đang đi tìm hướng đi cho mình.
Ông tham gia Cách mạng tháng 8 tại Đà Nẵng. Cách mạng thành công, ông vừa làm việc ở Ty Thông tin tuyên truyền thành phố Đà Nẵng (bấy giờ mang bí danh Thái Phiên) vừa có chân trong Ban chấp hành Hội Văn hóa cứu quốc Đà Nẵng. Ông viết một số bút ký trong tập Nhập vào đám đông nói lên sự đổi mới do cách mạng mang lại, được trích đăng trên báo Quyết thắng, cơ quan của Mặt trận Việt Minh Trung Bộ. Hè năm 1946, ông mang tập bút ký này ra Hà Nội in tại Nhà xuất bản Tiền Phong, cơ quan của Hội Văn hóa cứu quốc Việt Nam.
Cuối năm 1948, ông chuyển hẳn sang công tác văn nghệ, lần lượt đảm nhiệm các chức vụ Chi hội phó Chi hội Văn nghệ Liên khu V, biên tập Tạp chí Miền Nam (cơ quan của Liên đoàn Văn hóa kháng chiến Liên khu V), Tổng biên tập báo Văn nghệ Liên khu V. Vừa làm lãnh đạo ông vừa hăm hở đi cơ sở, tham gia chiến dịch Đông Xuân 1949-1950 ở mặt trận Quảng Nam – Đà Nẵng. Hầu hết những năm kháng chiến chống Pháp, ông gắn bó với chiến trường Quảng Nam – Đà Nẵng. Đó là điều kiện thuận tiện để ông viết tiểu thuyết "Con trâu", tác phẩm duy nhất viết về Quảng Nam nhưng đã làm nên tên tuổi của ông trên văn đàn.
Sau 1954, ông tập kết ra Bắc, tiếp tục hoạt động văn nghệ, là phó Tổng thư ký Hội Liên hiệp văn học nghệ thuật Việt Nam khóa một, Ủy viên Ban chấp hành Hội Nhà văn Việt Nam các khóa I, II và III. Từ năm 1963, ông vào chiến trường miền Nam, làm phó chủ tịch Hội Văn nghệ giải phóng miền Nam với bút danh Trần Hiếu Minh. Từ năm 1972, ông trở lại Hội Nhà văn Việt Nam và từng làm tổng biên tập tuần báo Văn nghệ.
Nguyễn Văn Bổng là hội viên sáng lập của Hội Nhà văn Việt Nam từ năm 1957. Ông mất năm 2001 tại Hà Nội.

## Tác phẩm
- Say nửa chừng (tập truyện ngắn, 1944)
- Dưới đáy sông Hương (tập truyện ngắn,1944)
- Con trâu (tiểu thuyết, 1952)
- Cắm thẻ đồng câu (tiểu thuyết, 1955)
- Bếp đỏ lửa (tiểu thuyết 2 tập, 1955 - 1956)
- Người chị (tập truyện ngắn, 1960) gồm 4 truyện
- Dân cụ Hồ (kịch, 1962)
- Đường vô Nam (kịch bản phim, 1963)
- Đón mùa xuân mới ở miền Nam (tập bút ký, 1963)
- Cửu Long cuộn sóng (tập bút ký, 1965)
- Rừng U Minh (tiểu thuyết, 1966 - 1970)
- Sài Gòn ta đó (tập truyện và ký, 1969)
- Áo trắng (tiểu thuyết, 1972)
- Sài Gòn 1967 (tiểu thuyết, 1972 - 1983)
- Đường đất nước (tập bút ký, 1976)
- Ghi chép về Tây Nguyên (tập bút ký, 1978)
- Chuyện bên cầu Chữ Y (tập truyện, 1985)
- Tiểu thuyết cuộc đời (tiểu thuyết, 1986 - 1991)
- Thời đã qua (tập bút ký, 1995)
- Bên lề những trang sách (tiểu luận phê bình, 1998)
- Tiếng nổ Caravel (tiểu thuyết, 1999)

## Giải thưởng
- Giải thưởng Hội Văn nghệ Việt Nam 1954-1955 cho tiểu thuyết Con trâu
- Giải thưởng Nguyễn Đình Chiểu của Hội đồng văn học nghệ thuật Mặt trận Dân tộc Giải phóng miền Nam Việt Nam cho tập bút ký Cửu Long cuộn sóng
- Giải thưởng Hồ Chí Minh về Văn học nghệ thuật đợt II, năm 2000 cho các tác phẩm Con Trâu, Rừng U Minh, Tiểu thuyết cuộc đời.